# Apensen
Apensen (plattdeutsch Obbens) ist eine niedersächsische Gemeinde im Süden des Landkreises Stade bei Hamburg. Die Gemeinde ist Verwaltungssitz der Samtgemeinde Apensen. Zur Gemeinde Apensen gehört der Ort Grundoldendorf.

## Geografie

### Nachbargemeinden
Im Süden schließen sich die beiden Gemeinden Beckdorf und Sauensiek an. Im Nordosten liegt die Gemeinde Apensen in direkter Nachbarschaft zur Hansestadt Buxtehude. Im Westen der Gemeinde geht es in die Gemeinde Harsefeld. Die Spitze der Gemeinde im Norden grenzt an die Samtgemeinde Horneburg mit den Gemeindeteilen Nottensdorf und Bliedersdorf.

### Gemeindegliederung
Die Gemeinde Apensen ist Mitglied der Samtgemeinde Apensen. Die Gemeinde besteht aus dem Hauptort Apensen und dem Gemeindeteil Grundoldendorf.

## Geschichte

### Vorgeschichtliches Gräberfeld
In Apensen sind mehrere Hundert Bestattungen auf dem Kaiserzeitlichen Gräberfeld von Apensen nachgewiesen. Es  wurde ab dem 1. Jahrhundert vor Christus bis ins 2. Jahrhundert nach Christus genutzt.

### Ortsname
Der Ort wurde 1231 Abbenhusen, 1236 Abbenhusen, 1704 Abensen und 1823 Apensen benannt. Die Namensbildung geschieht mit dem Grundwort niederdeutsch -husen, später hochdeutsch -hausen, und dem schwach flektierenden Kurznamen Abbo als Bestimmungswort.

### Ortsgeschichte
Das Dorf wurde im 13. Jahrhundert erstmals benannt. 1895 gründete sich die Feuerwehren-Apensen und 1897 die Volksbank. Im Jahre 1910 wurde die Kirche zu Apensen gebaut. Bei der Gemeindereform 1972 wurde der Ort Mitglied der Samtgemeinde Apensen.

### Eingemeindungen
Am 1. Juli 1972 wurde die kleine Nachbargemeinde Grundoldendorf eingegliedert.

## Politik

### Gemeinderat
Der Rat der Gemeinde Apensen setzt sich aus 15 Mitgliedern zusammen. Die Ratsmitglieder werden durch eine Kommunalwahl für jeweils fünf Jahre gewählt.
Die vergangenen Gemeinderatswahlen ergaben folgende Sitzverteilungen:
| Partei / Liste | 2021 | 2016 | 2011 |
| CDU            | 6    | 6    | 5    |
| SPD            | 4    | 3    | 6    |
| UWA            | 2    | 2    | –    |
| FWG            | 2    | 3    | 2    |
| Einzel         | 1    | –    | –    |
| Grüne          | –    | 1    | 2    |
| Gesamt         | 15   | 15   | 15   |

### Wappen
Blasonierung: In rot ein silberner von links nach rechts weisender gepanzerter Arm, der ein aufrecht stehendes silbernes Schwert mit goldenem Griff hält.

## Bauwerke

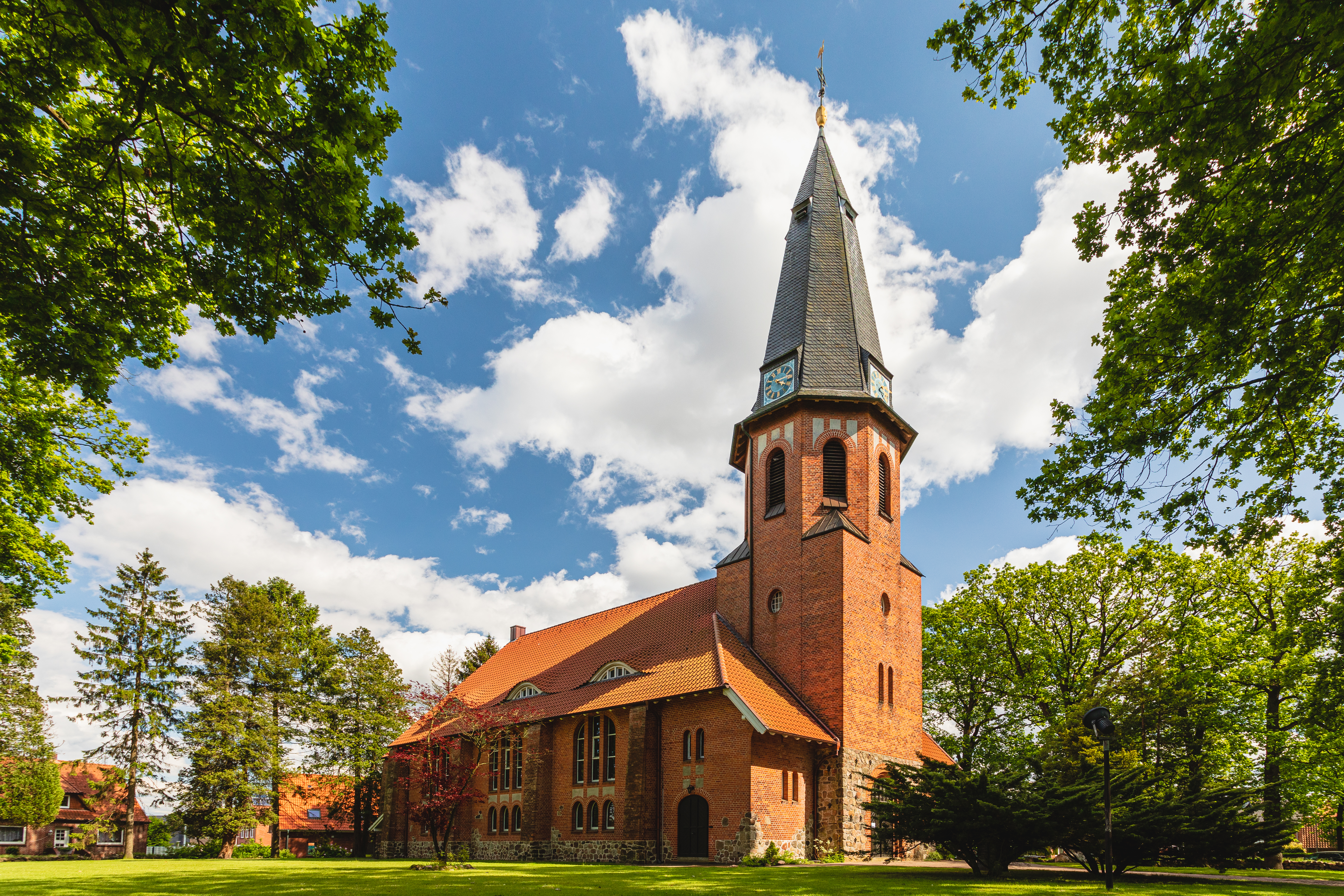
Kirche Apensen

- Gemeindeverwaltung im Junkerhof, einem eingeschossigen Fachwerkbau.
- Kirche zu Apensen von 1910; historisierende, einschiffige Kirche aus Backsteinen; Turm mit spitzem Turmhelm
- Bei der Ortschaft liegen mehrere Hügelgräber:
  - Grabhügel Winckelbarg, größter Grabhügel im Kreis Stade
  - Hünenbetten von Grundoldendorf.

## Wirtschaft und Infrastruktur

### Verkehr
Apensen ist nach Osten über die Landesstraße 127 mit Buxtehude und der Bundesstraße 73 verbunden. Die Landesstraße 130 führt südwärts nach Beckdorf sowie nordwärts über Grundoldendorf nach Nottensdorf. Zudem führen die Kreisstraße 49 nach Ruschwedel und die Kreisstraße 71 nach Nindorf. Eine nördliche Ortsumgehung zur Entlastung des Zentrums wurde 2008 eröffnet.
Apensen hat einen Bahnhof an der Bahnstrecke Buxtehude–Harsefeld, die von den Eisenbahnen und Verkehrsbetriebe Elbe-Weser (EVB) betrieben wird. Auf der Strecke verkehren Regionalzüge zwischen Bremerhaven, Bremervörde, Harsefeld und Buxtehude.

### Ansässige Unternehmen
Eines der größten Apenser Unternehmen ist die Firma Eisbär Eis.

### Öffentliche Einrichtungen
- Im Rathaus Apensen befindet sich der Verwaltungssitz der Samtgemeinde Apensen, seit 1994 im früheren Junkernhof.
- Die Kirchengemeinde Apensen hat ihr Gemeindezentrum in Apensen.
- Feuerwehren-Apensen von 1895 mit Jugendfeuerwehr Apensen

### Bildung
- Grundschule Isern-Hinnerk in Apensen, Schulstraße 11. Die Kinder der Nachbargemeinde Beckdorf besuchen diese Grundschule, die eine Außenstelle in Beckdorf besitzt.
- Oberschule Apensen, Soltacker 5, als Haupt- und Realschule.
- Das nächste Gymnasium befindet sich in Buxtehude.
- Zum Schuljahres 2012/13 erfolgte der Umzug der Freien Waldorfschule Buxtehude nach Apensen mit der Bezeichnung Freie Waldorfschule Apensen.

### Soziales
- Kindertagesstätte Apensen Arche Noah, Schulstraße 13
- Kindertagesstätte Apensen Die Freunde, Schulstraße 17
- Jugend- und Kulturzentrum Apensen
- Spielkreis

### Sport
Beim TSV Apensen wird Basketball, Fußball, Tischtennis, Turnen und Volleyball betrieben.
Im Schützenverein Apensen von 1907 wird Schießsport mit Luftgewehr, Luftpistole und Kleinkalibergewehr betrieben.

## Persönlichkeiten
- Heinz Eckhoff (* 1925), Politiker (CDU), Landwirt und Unternehmer sowie Bürgermeister von Apensen
- Ulrich Zachert (1943–2009) war ein deutscher Jurist und Professor für Arbeitsrecht.